# برایان جنر
برایان جنر (انگلیسی: Brianne Jenner؛ زادهٔ ۴ مهٔ ۱۹۹۱) بازیکن هاکی روی یخ اهل کانادا است.